# ڲ
Gāf deux points souscrits ‹ ڲ › est une lettre additionnelle de l’alphabet arabe qui a été utilisée dans l’écriture du saraiki. Elle est composée d’un gāf ‹ گ › diacrité de deux points souscrits.